# Ritoznojčan
Ritoznojčan je zvrst belega vina, ki izvira iz kraja Ritoznoj na Štajerskem. Vino je sestavljeno iz različnih sort grozdja, med katerimi prevladuje laški rizling, poleg njega pa so v ritoznojčanu še chardonnay, renski rizling in sauvignon. Običajno je vino polsuho, ima pa cvetlično-sadni vonj.
Blagovna znamka Ritoznojčan je na slovenskem trgu prisotna že od konca druge svetovne vojne, večkrat pa je vino prejelo tudi pomembne slovenske nagrade za kakovost.